# 聖アンネン教会 (ダーレム)

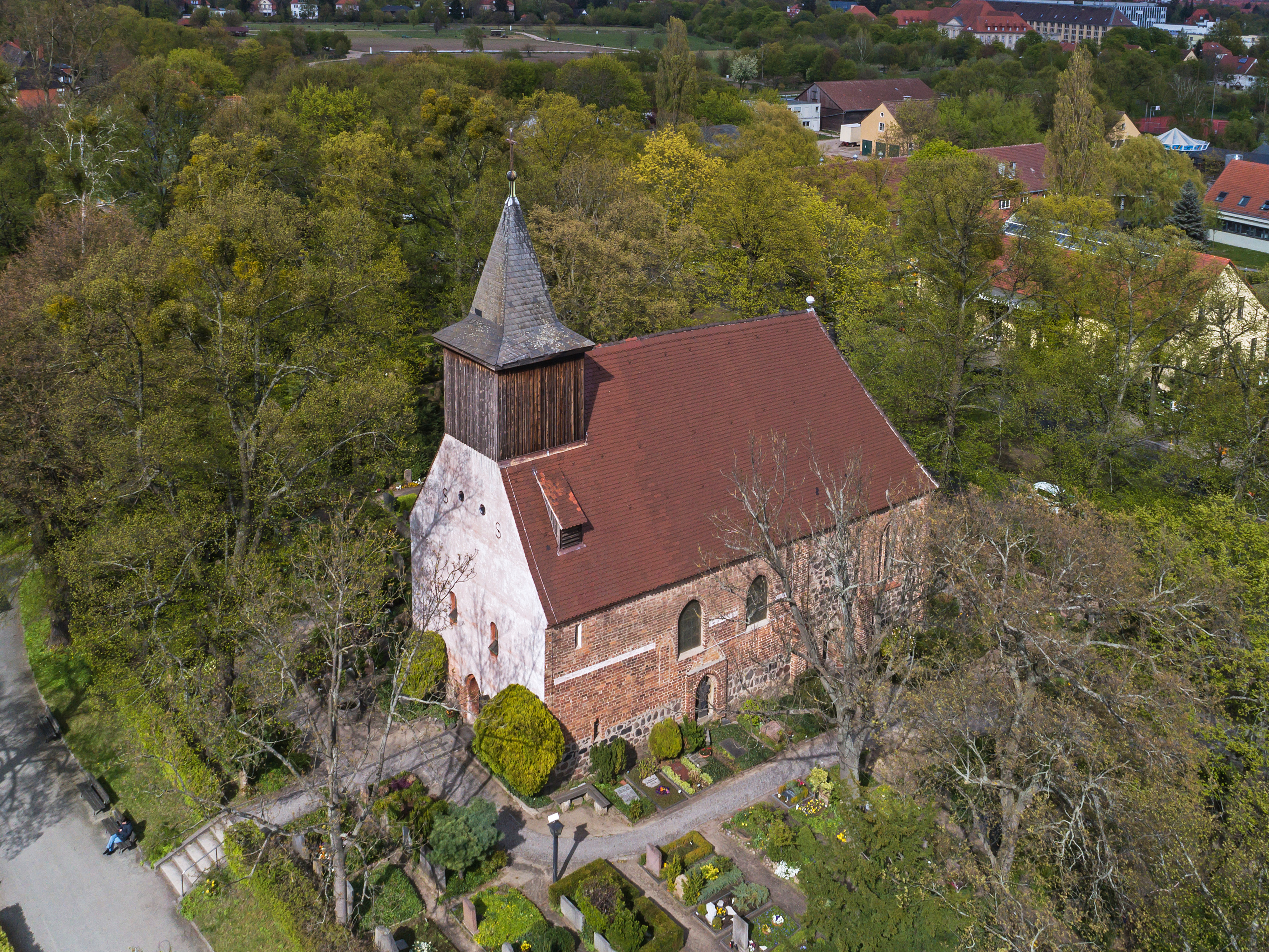
聖アンネン教会 (ダーレム)

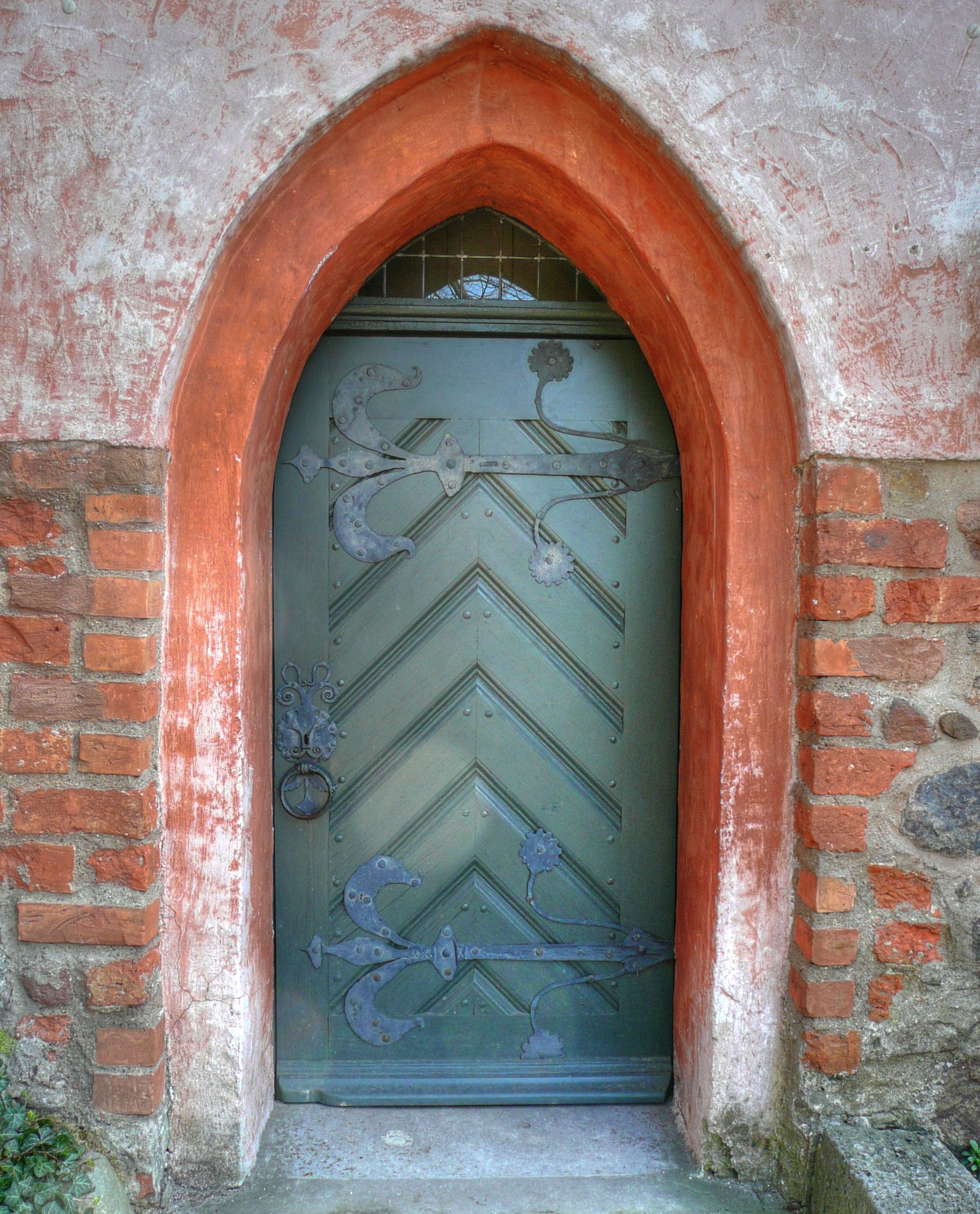
西側入り口

聖アンネン教会（せいアンネンきょうかい、ドイツ語: St.-Annen-Kirche (Dahlem)）は、ドイツ連邦共和国、ベルリン南西部、シュテーグリッツ＝ツェーレンドルフ区のダーレム地区にある福音主義教会である。この教会はベルリン郊外にあるダーレム村に13世紀に設立され、長い間ダーレム村教会という名称で呼ばれていた。1913年、教会の正式名称が聖アンネン教会になった。聖アンネンは聖アンナに由来するドイツ語表記である。ベルリン＝ダーレム教会共同体がここでルター派礼拝をおこなっている。

## 教会の位置と所属

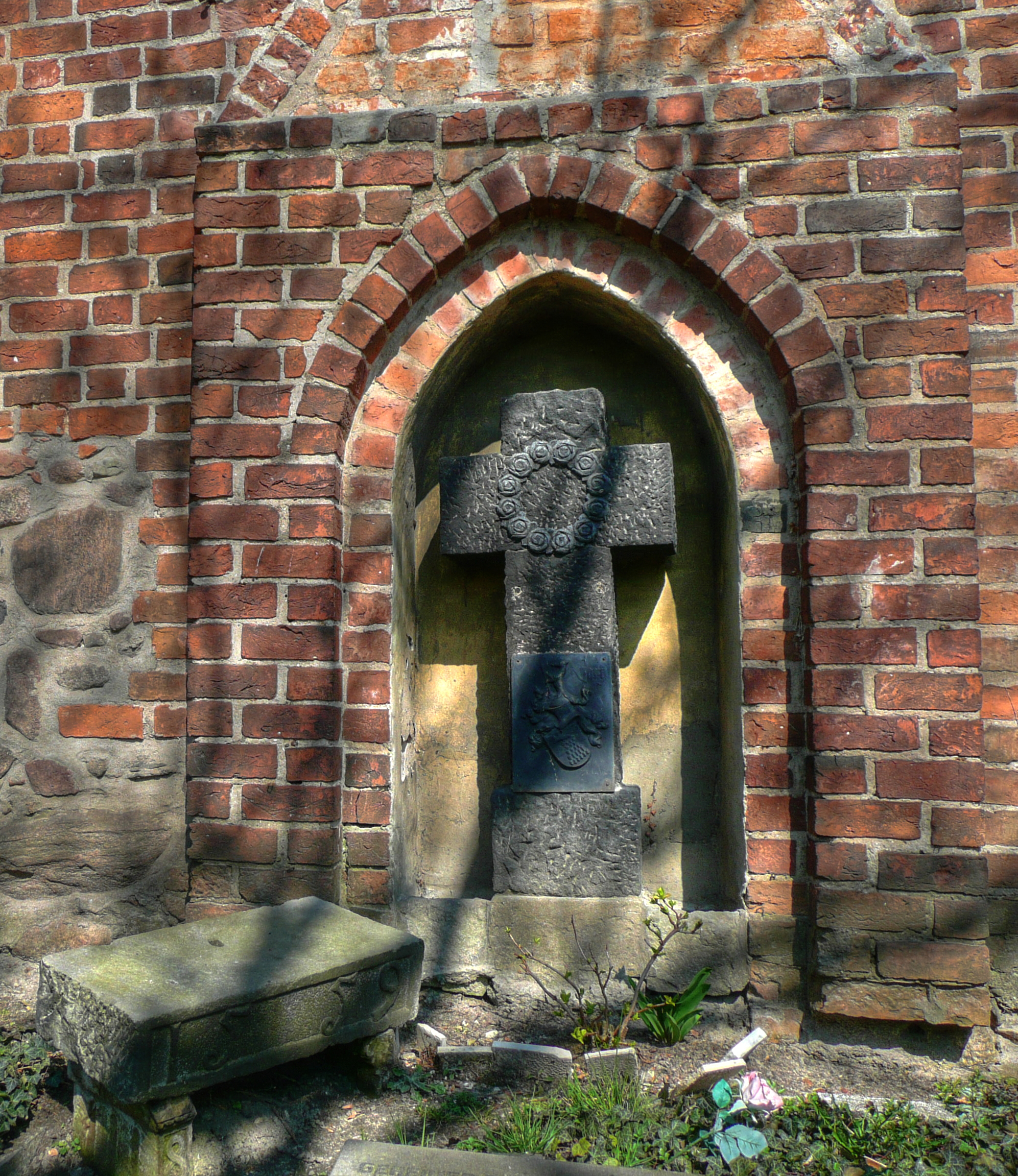
教会堂外壁にある墓碑

聖アンネン教会は付属する聖アンネン教会墓地を含めて、パケリウア通りと交差するケーニゲン=ルイーゼ通り55番地にある。加えて、隣接するパケリウア通り61番地には以前の牧師館、ティールアレー1-3番地には教会共同体会館がある。聖アンネン教会は同じダーレム地区にあるイエス＝キリスト＝教会 (ダーレム) と共にベルリン＝ダーレム教会共同体に属している。最寄り駅はベルリン地下鉄(U3号線)・ダーレムドルフ駅である。ダーレム地区はベルリン自由大学を擁する文教地区であると同時に、緑豊かな邸宅街としても名高い。
ダーレム教会共同体はベルリン＝ブランデンブルク＝シュレージシェ・オーバーラウジッツ福音主義教会(EKBO)のベルリン教区(Sprengel Berlin)・テルトウ・ツェーレンドルフ地区に属している。ダーレム教会共同体の属しているベルリンの州教会はドイツ福音主義教会(EKD)に加盟し、合同教会として福音主義合同教会(UEK)にも属している。

## 歴史

### 聖アンネン教会の歴史

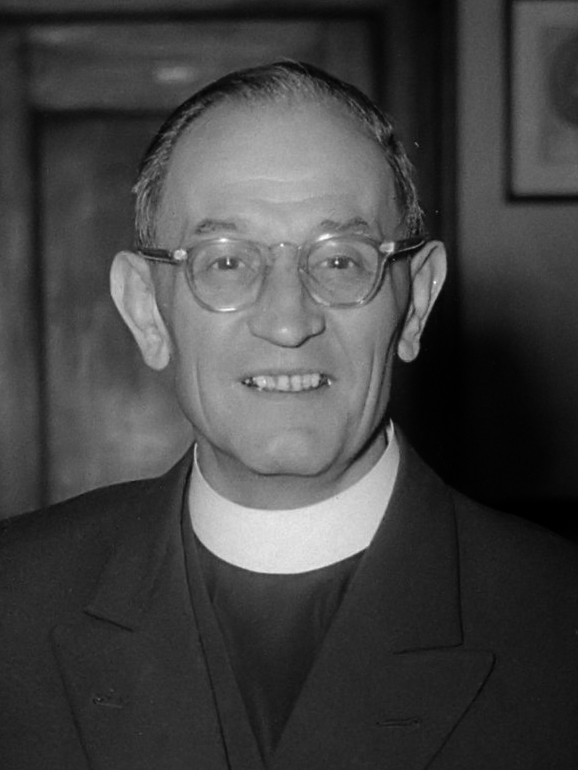
マルティン・ニーメラー

聖アンネン教会は700年前にさかのぼれるベルリン郊外ダーレム村の長い歴史と現代史が交差する場所に位置している。1931年、ベルリン＝ダーレム教会共同体はマルティン・ニーメラーを聖アンネン教会担当の牧師として招聘した。翌1932年にニーメラーの牧師就任式が執り行われた。国家社会主義が支配していた時期(1933年から1945年)において、この教会はその支配に抵抗した告白教会に加わっていた。1937年6月1日、告白教会の指導者でもあったマルティン・ニーメラー牧師が逮捕された。教会共同体会員たちは1937年7月4日から毎晩18時に逮捕された告白教会関係者のためのとりなしの祈りのために集まった。1934年10月19日から20日まで、向かいの通りにある教会共同体会館において第2回告白教会全国総会が開催された。この時期、フランツ・ヒルデブラント、ヘルムート・ゴルヴィツァーが聖アンネン教会の牧師であった。聖アンネン教会はダーレムにおいて最古の建造物である。

### 教会堂の歴史

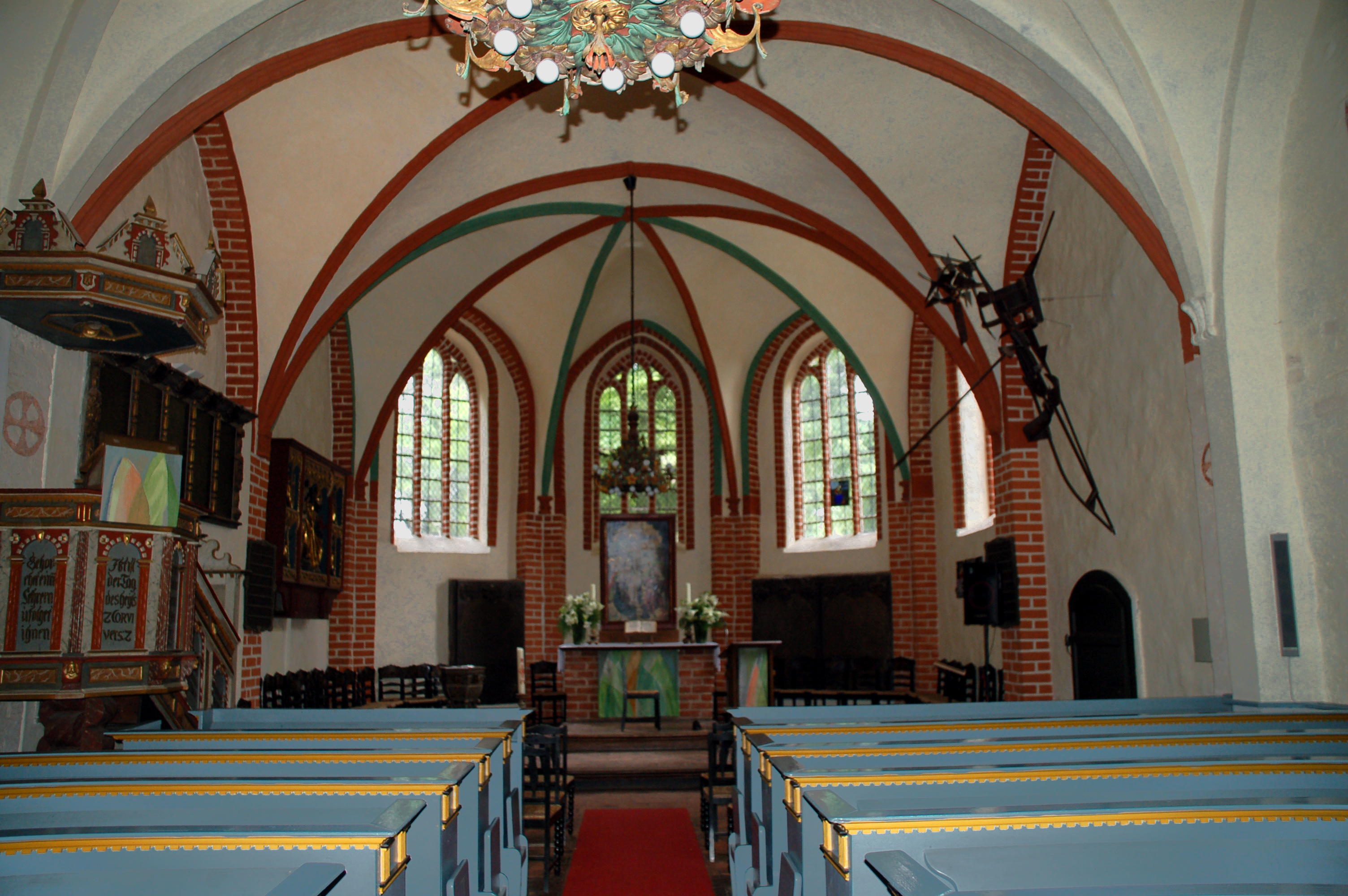
教会堂内部

聖アンネン教会はダーレム村の教会として設立され、1215年から1225年の間に木造建築の最初の教会堂が建てられたと推測される。1300年前後に石造りの教会堂に改築された。15世紀末に後期ゴシック様式の主祭壇部分と納骨室が教会堂北側に加えられた。30年戦争時、教会堂は焼失した。
教会堂建築の歴史は6段階に区分される。
1. 1215年から1225年の間に、今日の教会の敷地から長方形の教会堂として木造で建築されていたと推測される。ダーレム村は1375年に初めて文書に記述された。
2. 1300年頃、木造建築だった教会堂が石造りの教会堂に改築された。約2メートルの珪長岩による基礎土台上に煉瓦の壁が築かれた。教会堂北側に半円アーチ型の窓、尖頭アーチを持つ典型的なゴシック様式の建物になった。
3. 1490年頃、大きな幾何学模様装飾(トレーサリー)を持つ後期ゴシック様式小祭壇が設置された。南側入り口は費用と時間をかけたものになった。後期ゴシック様式の納骨室が1504年から1507年にかけて増築された。外壁上部の縁取りの上に彫り込んだ装飾帯が付けられた。30年戦争時に、教会は建物各所においてひどい損傷を被った。
4. 1679年に再献堂式が行われた時に、2階席と後期ルネサンス様式の木造の説教壇が置かれており、教会堂内部に関して今日の形態を持つに至った。壁面フレスコ画が2階席取り付けと尖頭アーチ窓出現によってひどく傷んでしまった。その後、ローマ・カトリック教会時代からの相続品であった壁面画は体裁を繕った。1832年から1849年まで、この教会塔はプロイセン光学電信ベルリン-コブレンツ線の第2番中継局として共同利用されていた。その時は鐘楼の上に正方形型ボックスが載せられていた。信号用マストを持った展望用台座が置かれていた。通信工学の発展に伴い、中継局の役割を終えていた1853年以降、かつてあった電信関係詰所の上に小塔が置かれた。
5. ヴィルヘルム2世統治期の1905年から1906年の間に、ダーレム地区の人口急増に対応して教会は改築をおこなった。礼拝出席者増加に対応する施策(教会堂内座席増)はこの時点でおこなわれた。電気照明と換気装置付き温風暖房が据えつけられた。同時に、納骨室が香部屋(牧師服置き場)に変更された。1892年の改築時に木製のドアであった南側入り口は壁でふさがれた。第2次世界大戦終末時のベルリン市街戦によって教会堂は深刻な被害を受けた。教会塔と鍾架は打ち砕かれ、教会堂屋根の煉瓦も失われた。榴弾の炸裂によって、西側壁面には大きな穴が出来た。
6. 1945年から開始された教会堂全体に及んだ修復作業は1953年まで続けられた。この時期、教会はピラミッド型の教会塔を整備し、オルガンのある教会堂2階部分のために中間支柱を補強している。1913年に、ダーレム村教会は聖アンネン教会と名乗るようになった。聖アンナは聖母マリアの母であり、イエス・キリストの祖母であり、神の恵みと母の慈愛の頂点に位置していると見なされている。

## 芸術作品

彫刻家ベルンハルト・ハイリガーによる磔刑像

### 磔刑像
このモダンな磔刑像はベルリンの彫刻家ベルンハルト・ハイリガー(1915年‐1995年)の作品である。この磔刑像は南側出入り口の上に1983年から置かれている。本来はカイザー・ヴィルヘルム記念教会のためのイエスの磔刑像であった。当時のカイザー・ヴィルヘルム記念教会の運営役員会はこの磔刑像の据え付けに反対したため、彫刻家ベルンハルト・ハイリガーは尊き犠牲を象徴するものとしてダーレム教会共同体に磔刑像を提供したのである。

### 三連祭壇画

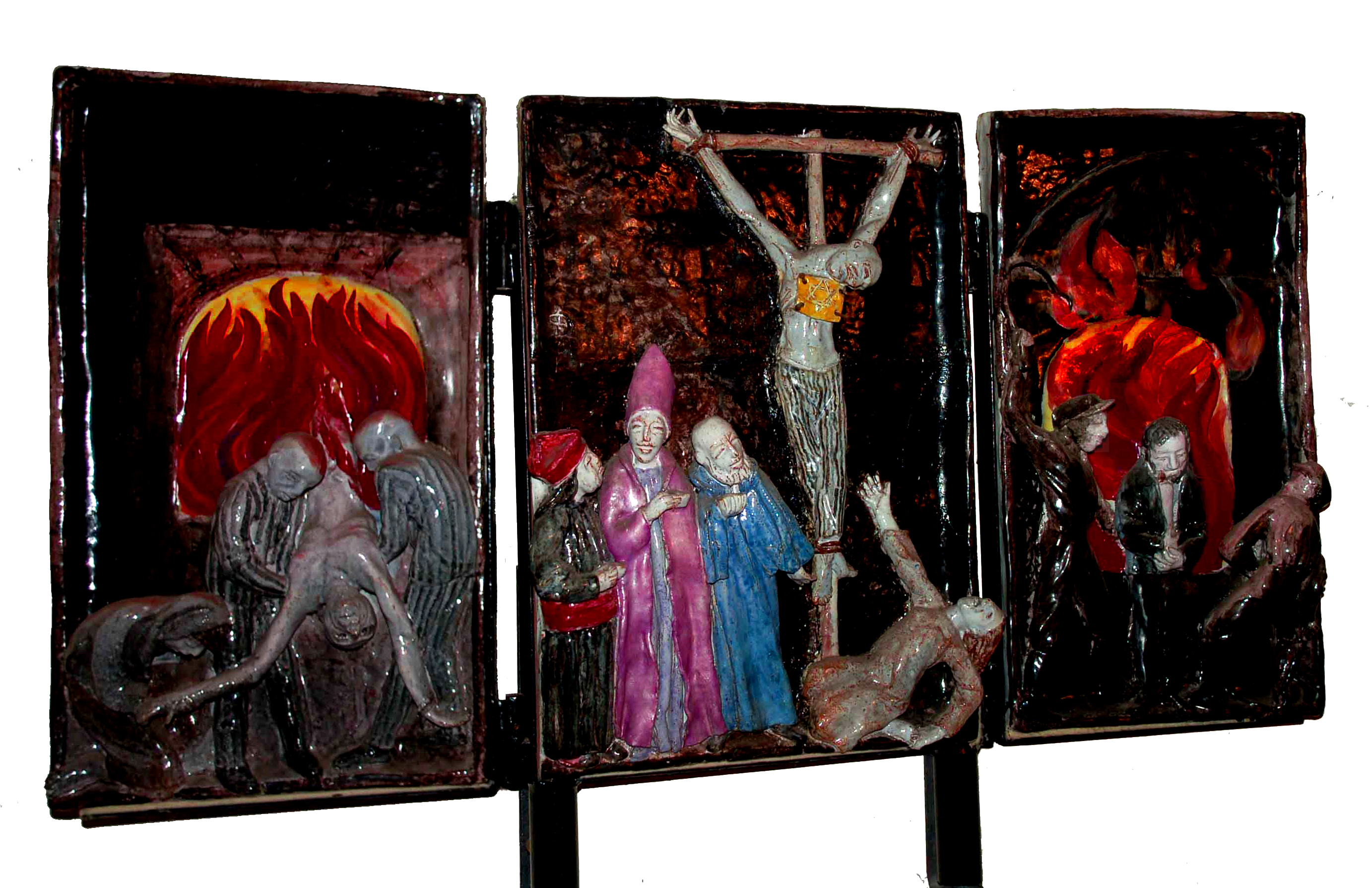
ドリス・ポラチェック
アウシュビッツに関する三連祭壇画

主祭壇の右側壁面に置かれているアウシュビッツに関する三連祭壇画はドリス・ポラチェック(1928年-2002年)の作品である。この陶芸レリーフ作品は1992年に教会共同体が入手した。恐怖を示しているだけでなく、キリスト教会の無為と拒絶を表現している作品である。この三連祭壇画は左において焼却、中央に磔刑像、右面に鞭打ちを示している。この三連祭壇画の表現において、キリストが十字架に架けられているのではなく、胸に黄色の継ぎ当てをした一人のユダヤ人が十字架に架けられ死を迎えている。この作品が福音主義教会に据え付けられていることに対して、ローマ・カトリック教会の側から批判が出された。三連祭壇の中央にいる聖職者たちがその着衣によって明らかにカトリック教会の人間と見えるように描かれている。すなわち、ローマ・カトリック教会の高位聖職者、司教と修道士のように見えるからである。この三連祭壇画は批判者たちから一方的な罪責表現であると解釈された。これに関するマリオン・ガルダイ牧師による応答がダーレム教会共同体の出版物で読むことが出来る 。様々な批判に応答する形で、教会訪問者に向けの三連祭壇画に関する注釈が明確に書き改められた。なお、この三連祭壇画はこの場所にそのまま置かれている。

### 箱型祭壇

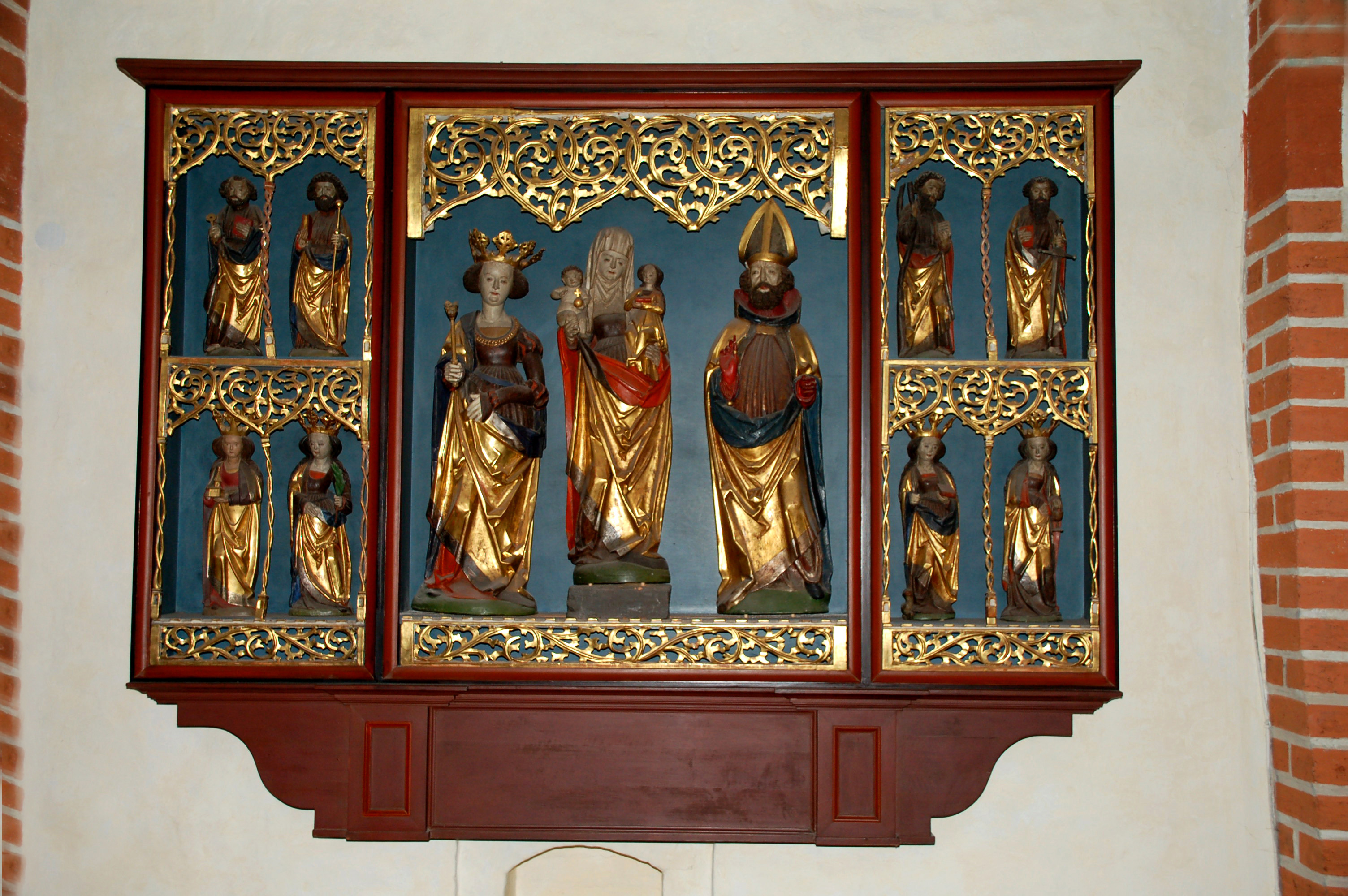
聖人像の入った箱型祭壇

多彩な色彩と金箔を施した聖人像を持った聖箱が、ルネサンス様式の祭壇に組み込まれて1679年になって設置された。この箱型祭壇は主祭壇の北側側面に置かれている。第2次世界大戦時、多彩な色彩を持った本来の聖箱は失われてしまった。聖箱に関して、現状において折り畳みの出来る複製品にする大きな意味は無くなっている。3人使徒像と1人の女性聖人像が、1980年代初頭に盗難にあった。祭壇復元のための寄付によって、盗難によって失われた聖人像は再び補充されている。
中央部分に聖母マリアと幼子イエスを抱えた聖アンナ像が置かれている。アンナはマリアの母である。聖アンナ像は一方の腕に聖母マリアを抱き、もう一方の腕に地球儀を持つ幼子イエスを抱えている。祭壇にいる4人の女性殉教者たちが聖バルバラ、アレクサンドリアのカタリナ、カエサリアのドロテア、アンティオキアのマルガリタであることはほぼ間違いないため、使徒ペトロとパウロも祭壇に入っていることも確実であると考えられる。

### 南壁面のステンドグラス

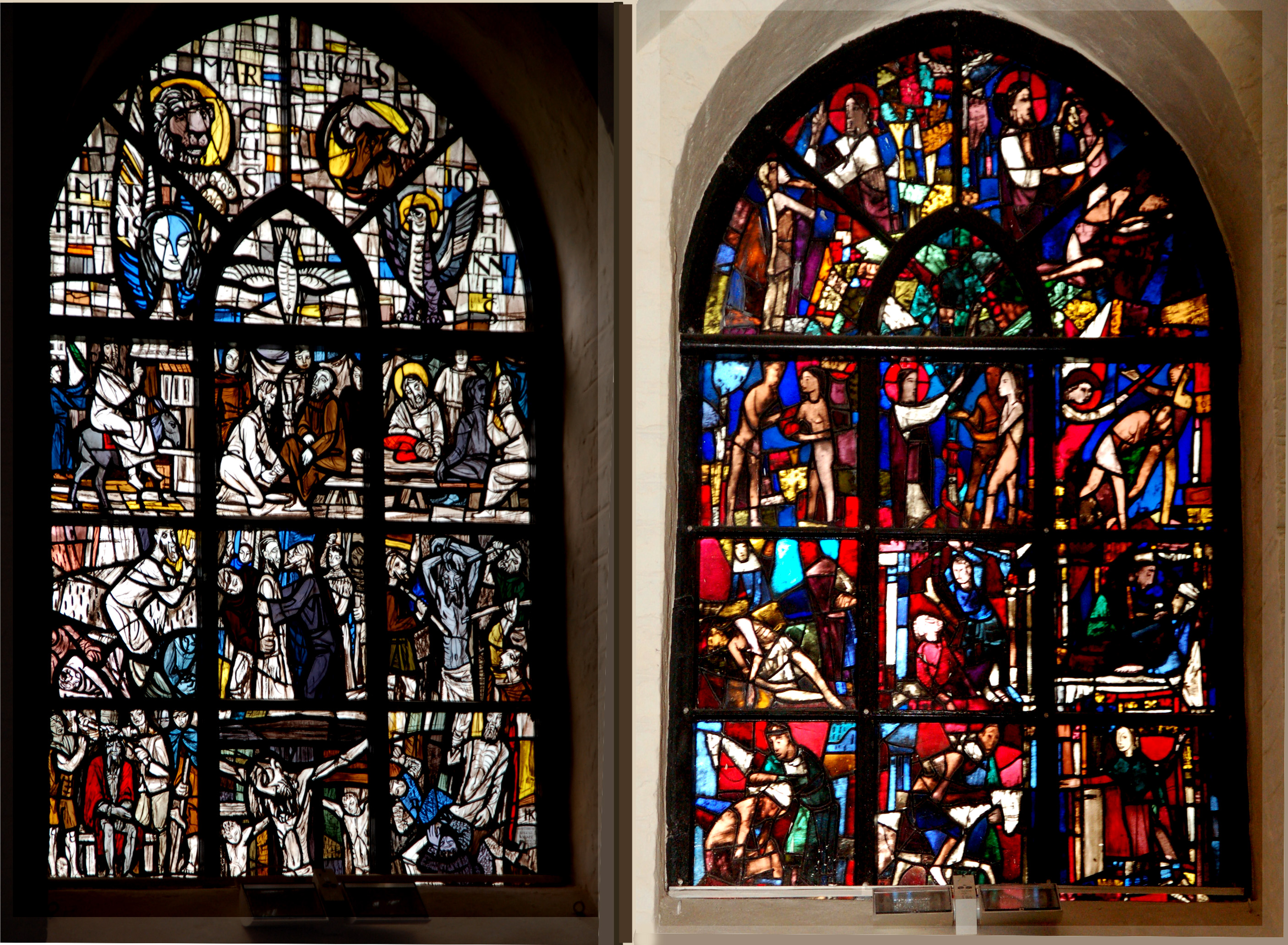
南壁面のステンドグラス

左側ステンドグラス窓は1951年にヘルマン・キルヒベルガー(1905年-1983年)によって製作された。4人の福音書記者と聖霊の象徴する鳩が窓上部5つの区画に描かれ、窓下部9つの区画にはイエスの受難物語が描かれている。右側ステンドグラス窓はコワルスキ教授によって創作され、1964年にはめ込まれた。天地創造と善きサマリア人のたとえが描かれている。

### 壁画

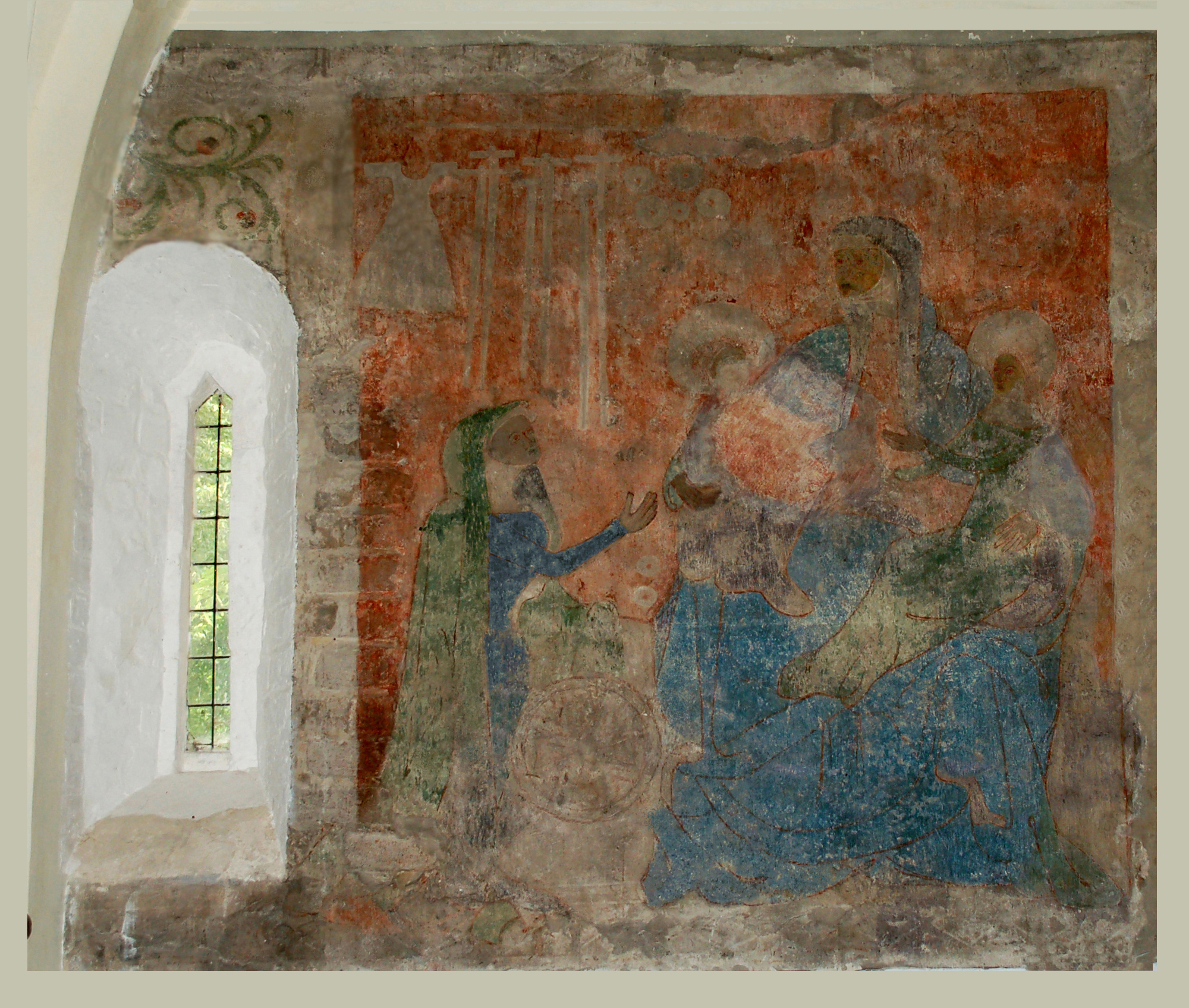
聖アンナの壁画

1893年、塗り壁の下に絵があることが判明した。それはベルリン最古の絵画であることを示していた。14世紀の終わり頃に描かれていた壁画であると考えられた。おそらく、ベーメン地方からの放浪の絵描きによって制作されたと見なされている。最初の修復作業は逆の結果をもたらした。それによって退色してしまった部分は1936年から1939年まで、さらに1951年にかけて、綿密に洗浄され色彩を修復された。
支柱横の左側面に戴冠したマリア像を見ることが出来る。支柱によって寸断されながら、東方の三博士の存在も確認できる。向かい側の壁には一部の永らえた壁画がある。そこには受難のイエスと復活したキリストが描かれている。この聖アンナの壁画はブランデンブルク辺境伯領において聖アンナへの崇拝が早くから存在していたことを示している。

## 教会付属墓地

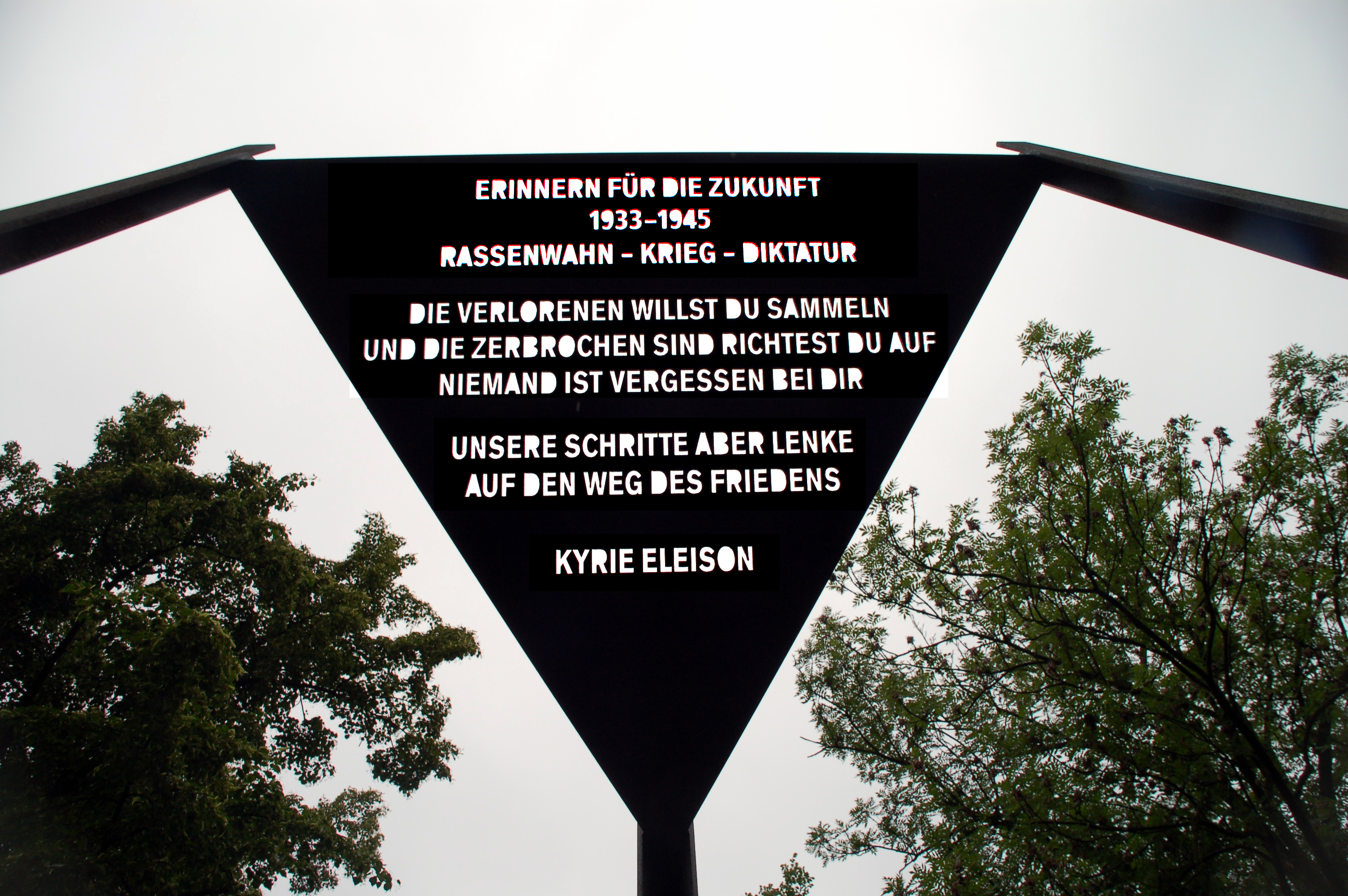
聖アンネン教会付属墓地にある過去の反省を促す記念碑

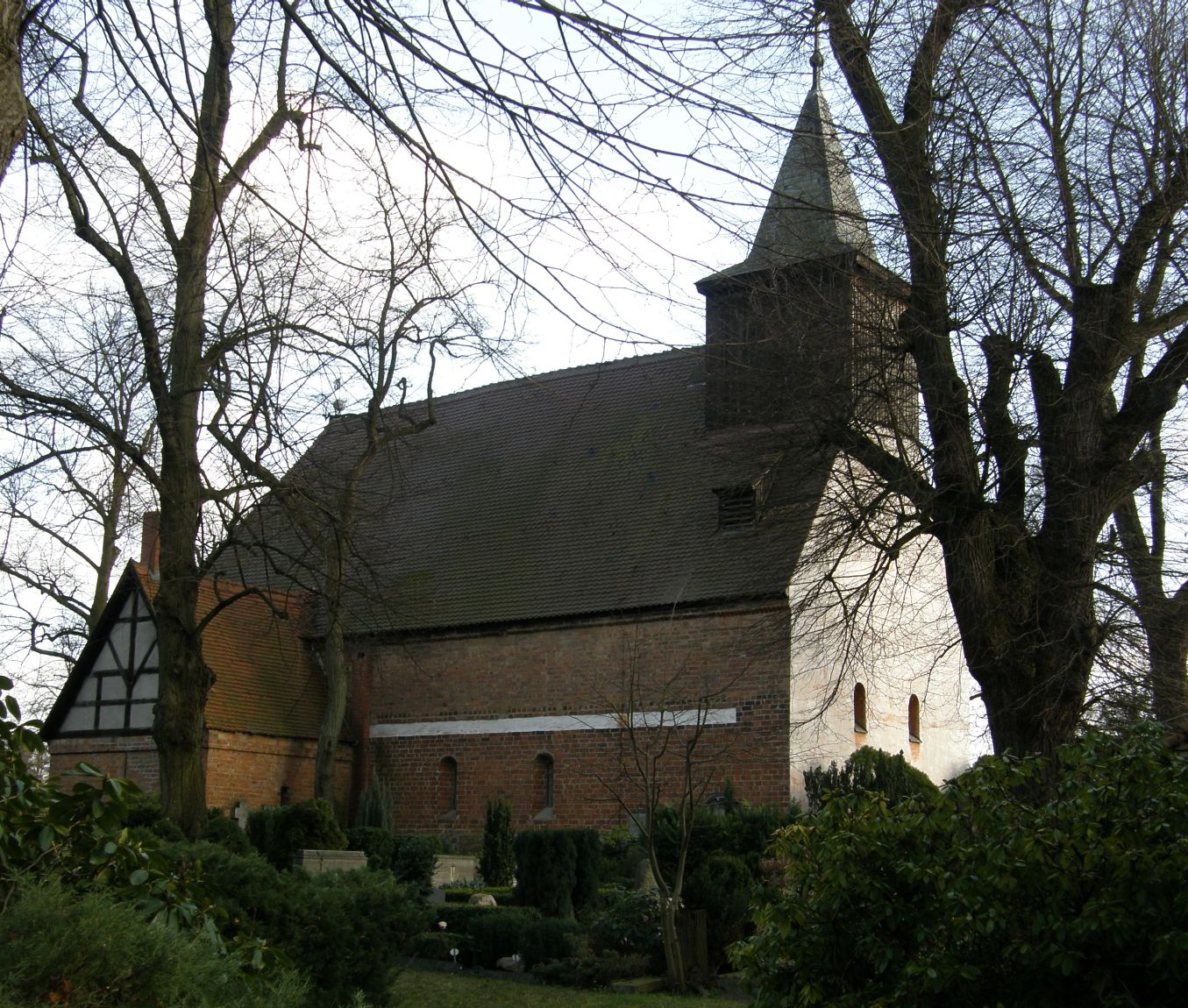
付属墓地から見た聖アンネン教会 (ダーレム)

ダーレム福音主義教会共同体は聖アンネン教会付属墓地を設置している。この墓地には多くの著名人たちが埋葬されている。1960年代ドイツを席巻した学生運動の指導者だったルディ・ドゥチュケはこの教会墓地に埋葬されている。付属墓地には未来のために過去の反省を促す記念碑が置かれている。

## 牧師館

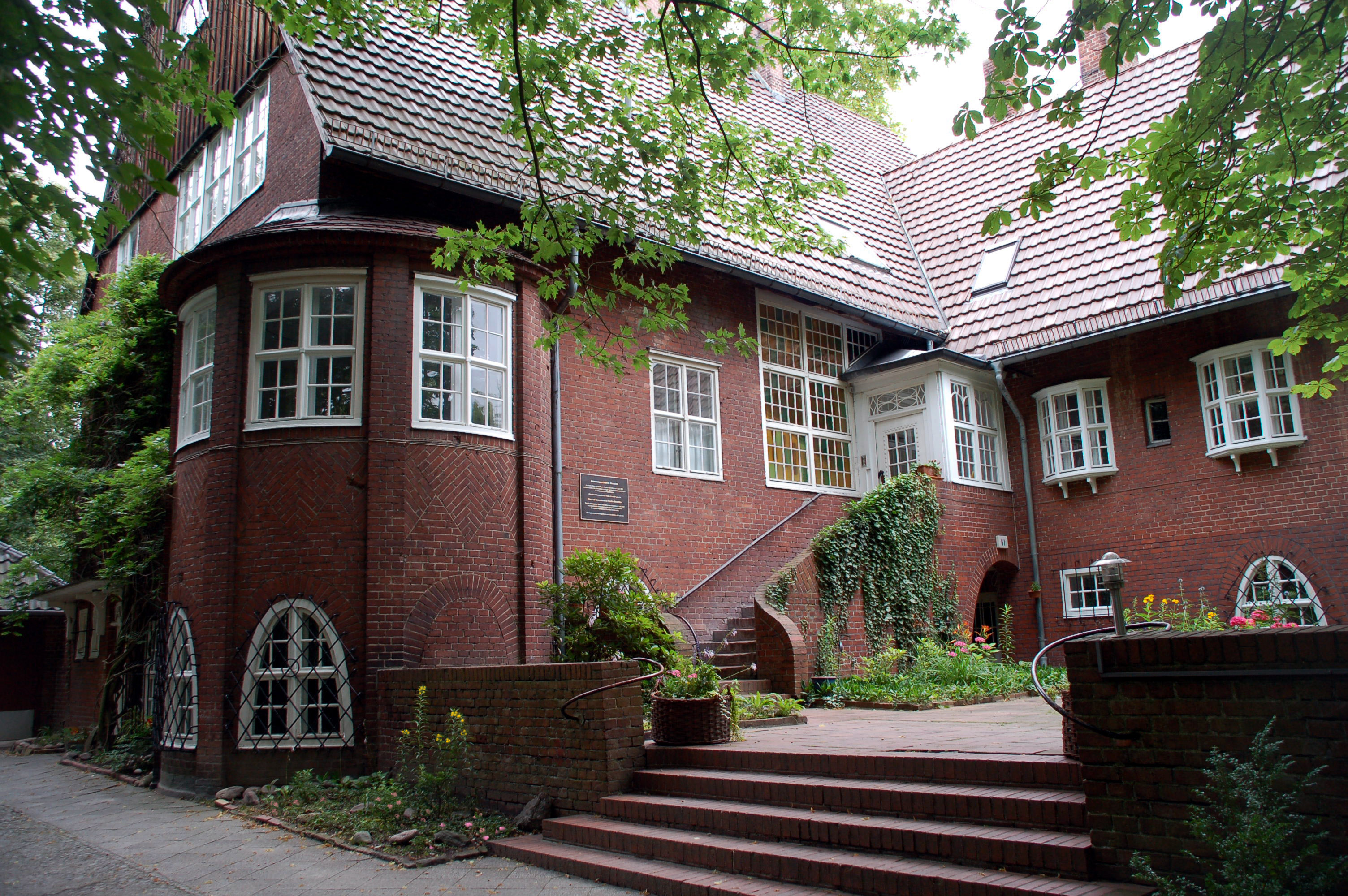
マルティン・ニーメラーが住んでいた以前の牧師館

建築家ハインリヒ・シュトラウマーの設計によるこの牧師館は1910年に建てられた。この建物は今日、マルティン＝ニーメラー＝ハウスと知られており、会議等の開催場として使われている。2007年7月1日、マルティン・ニーメラー牧師を記念する旧牧師館として開館した。

## 教会共同体会館

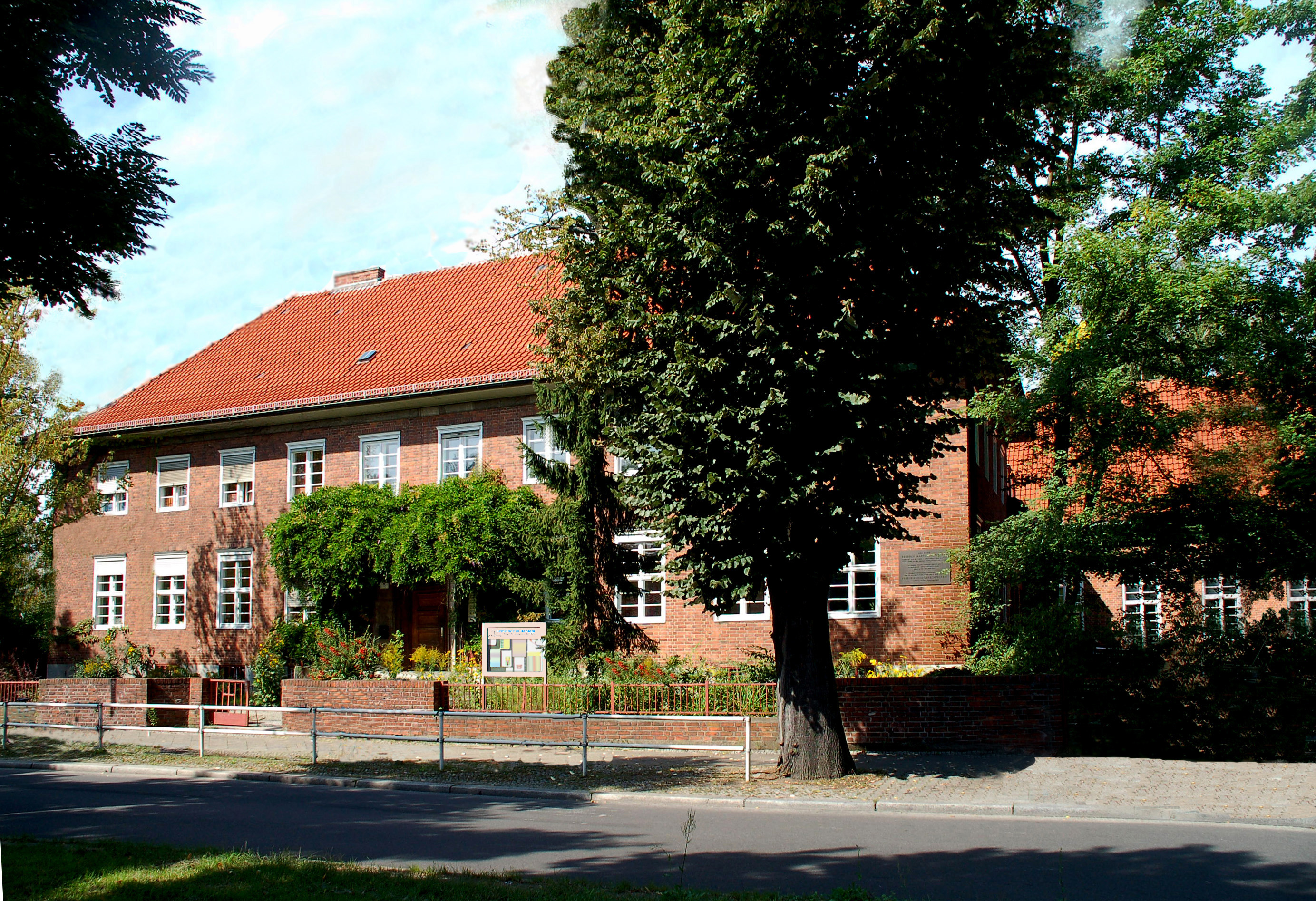
ダーレム教会共同体会館

1927年、教会共同体会館は完成し落成式をおこなった。この建物はダーレム村の貯水池があった場所に建てられている。この会館を会場にして、1934年10月19日から20日に、第2回告白教会全国総会が開催された。毎月第2月曜日に、マルティン・ニーメラー牧師は教理教育の時間を設定して教会員を集めていた。第2次世界大戦中の1939年から1945年の間、この会館はドイツ国防軍衛戍 (えいじゅ)病院として使われた。その後、長くベルリン・フィルハーモニー管弦楽団の練習会場として使われた。